# Степаська сільська рада
| Степашківська сільська рада — колишній орган місцевого самоврядування у Гайсинському районі Вінницької області з адміністративним центром у с. Степашки. Сільській раді підпорядковані населені пункти: - с. Степашки |

## Склад ради
Рада складається з 14 депутатів та голови.

## Керівний склад сільської ради
| ПІБ                      | Основні відомості                                                 | Дата обрання | Дата звільнення |
| ------------------------ | ----------------------------------------------------------------- | ------------ | --------------- |
| Шестопал Василь Арефович | Сільський голова, 1955 року народження, освіта, безпартійний      | 26.03.2006   | 31.10.2010      |
| Шестопал Василь Арефович | Сільський голова, 1955 року народження, освіта вища, безпартійний | 31.10.2010   |                 |

Примітка: таблиця складена за даними джерела